# Rolls-Royce V8
Rolls-Royce V8 — легковой автомобиль с восьмицилиндровым двигателем, изготовленный всего в трёх экземплярах британской компанией Rolls-Royce в 1905—1906 году.
В 1905 году Генри Ройс взялся за создание двигателя V8. Он сконструировал мотор, в котором цилиндры были размещены под углом 90° друг к другу, а вертикально расположенные перевёрнутые клапаны управлялись двумя боковыми распределительными валами (SV). Конструкция двигателя была весьма необычной для того времени: диаметр цилиндра и ход поршня имели одинаковые размеры. Мотор был почти плоским и развивал расчетную мощность около 40 л.с. Он был установлен на трёх автомобилях.

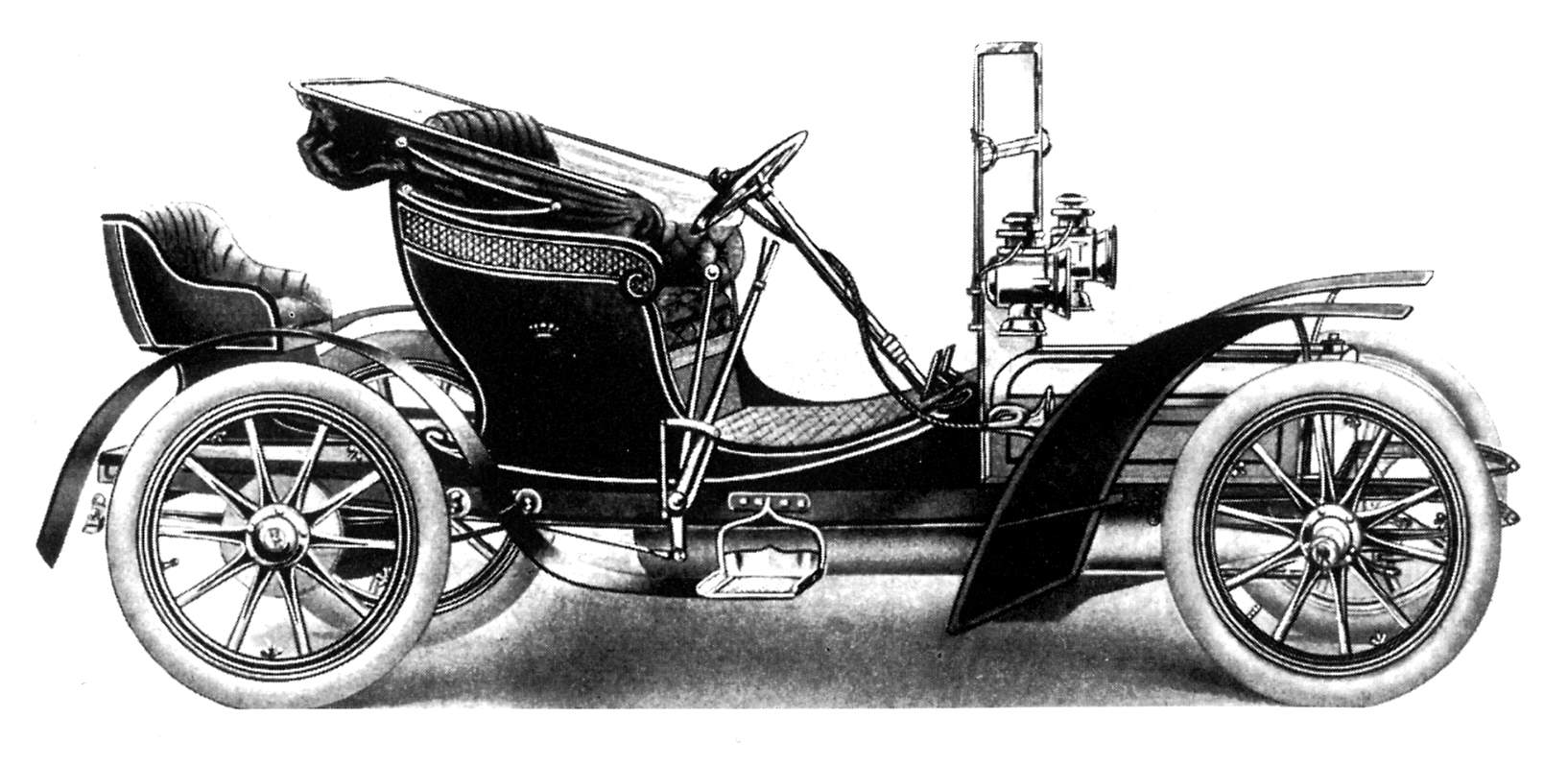
Rolls-Royce Legalimit

Два под названием «Invisible» напоминали конную повозку с местом водителя, расположенным спереди. Двигатель устанавливался между осями без капота и был практически невидим. Это элегантное решение не было принято покупателями, оно совершенно противоречило внешнему виду автомобиля, который к тому времени уже утвердился.
Третий автомобиль получил открытый двухместный кузов с задним откидным сиденьем и чрезвычайно низким капотом двигателя. Автомобиль также был известен под обозначением Rolls-Royce «Legalimit». Название отсылало к ограничению скорости в 20 миль в час (32 км/ч), которое действовало в то время в Великобритании. Автомобиль легко мог поддерживать этот «законный предел» на прямой передаче с помощью ручного дросселя.